# N341 (België)
De N341 is een gewestweg in de Belgische provincie West-Vlaanderen. De weg verbindt Stene met Mariakerke, beide deelgemeenten van de stad Oostende. De weg heeft een totale lengte van ongeveer 2 kilometer.

## Traject
De N341 loopt pal westwaarts vanaf de N33 ten noorden van de Internationale Luchthaven Oostende-Brugge om in Raversijde aan te sluiten op de N318. De weg is aangelegd als 2x2 rijstroken maar is nu over bijne de gehele lengte versmald tot 1x1. De N341 heet over de volledige lengte Duinkerkseweg.